# Niphodidactis
Niphodidactis é um gênero de mariposa pertencente à família Acrolepiidae.